# 安斗阿加布
安斗 阿加布（あと の あかふ）は、飛鳥時代の人物。姓は連。672年の壬申の乱で大海人皇子（天武天皇）に従い、東海道に軍の動員を命じる使者になった。

## 経歴
壬申の乱を起こした大海人皇子は、6月26日までにまず美濃国と伊勢国が味方についたことを知った。そこで伊勢朝明郡の郡家から、さらに東海（東海道）と東山（東山道）の軍を発するための使者を遣わすことにし、山背部小田と安斗阿加布が東海への使者になった。彼等は無事に任務を果たしたらしい。安斗阿加布については他に記録がない。